# Pseudoparanaspia lepturoides
Pseudoparanaspia lepturoides är en skalbaggsart som först beskrevs av Francis Polkinghorne Pascoe 1869.  Pseudoparanaspia lepturoides ingår i släktet Pseudoparanaspia och familjen långhorningar. Inga underarter finns listade i Catalogue of Life.